# Baldwiniella kealeensis
Baldwiniella kealeensis är en bladmossart som beskrevs av Edwin Bunting Bartram 1933. Baldwiniella kealeensis ingår i släktet Baldwiniella och familjen Neckeraceae. Inga underarter finns listade i Catalogue of Life.